# Huey Lewis
Huey Lewis, właśc. Hugh Anthony Cregg, III (ur. 5 lipca 1950 w Nowym Jorku) – amerykański muzyk, kompozytor i okazjonalnie aktor. Wokalista i założyciel zespołu rockowego Huey Lewis and the News, znanego głównie z przeboju „The Power Of Love” z filmu Powrót do przyszłości (1985) w reżyserii Roberta Zemeckisa.

## Życiorys
Urodził się w Nowym Jorku jako syn Polki Magdaleny i Amerykanina irlandzkiego pochodzenia Hugh Anthony'ego Cregga II. Ukończył The Lawrenceville School. Uczęszczał na Cornell University, jednak porzucił studia w 1969.
Miał krótki epizod w zespole Thin Lizzy (grał na harmonijce) w roku 1978. Wraz z zespołem uczestniczył w słynnym przedsięwzięciu charytatywnym „USA for Africa” (1985). Wystąpił w kilku epizodycznych rolach filmowych: Powrót do przyszłości (1985), Na skróty (1993), Kula (1998), Shadow Of A Doubt (1998), Dead Husbands (1998), Tylko w duecie (2000), .com for Murder (2002).
28 stycznia 1985 wziął udział w charytatywnym projekcie „We Are the World” obok takich wykonawców jak Quincy Jones, Michael Jackson, Tina Turner, Bruce Springsteen, Lionel Richie czy Stevie Wonder.
W 1984 poślubił Sidney Conroy. Mają córkę Kelly (ur. 1983) i syna Austina (ur. 1985).

## Dyskografia

### Albumy
- 1988 – Oliver & Company (Soundtrack)
- 2000 – Duets (Soundtrack)

### Single
- 2000 – „Cruisin” (duet z Gwyneth Paltrow)
- 2008 – „Workin’ for a Livin'” (duet z Garth Brooks)